# Ezequiel Cirigliano
Adrián Ezequiel Cirigliano (Caseros, 24 gennaio 1992) è un calciatore argentino, centrocampista svincolato.

## Caratteristiche tecniche
Centrocampista incontrista, soprannominato el jefecito (in italiano il piccolo capo), Cirigliano ricopre il ruolo di mediano di centrocampo.
È un elemento di quantità, nonché dal sicuro rendimento, paragonato a Javier Mascherano per la propensione per i contrasti e la capacità di gestire con personalità il possesso palla.

## Carriera

### Club

#### River Plate
Cresciuto nelle giovanili del River, il 24 aprile 2010 esordisce contro l'Atlético Tucumán. Con l'arrivo di Matías Almeyda sulla panchina dei Millonarios, si ritaglia un ruolo da titolare.

#### Hellas Verona
Il 18 luglio 2013 viene ceduto in prestito con diritto di riscatto definitivo all'Hellas Verona. Esordisce con la maglia gialloblu in campionato il 25 settembre seguente nella partita Torino-Verona (2-2), subentrando nel secondo tempo a Michelangelo Albertazzi. Disputa la prima partita da titolare l'otto di dicembre in casa contro l'Atalanta Bergamasca Calcio ma esce nel secondo tempo per la grave frattura dello zigomo destro. Viene operato con successo il giorno successivo dal professor Pier Francesco Nocini per ridurre la frattura con l'inserimento di una placca in titanio. Torna titolare il 19 gennaio contro il Milan. Conclude la stagione con 14 presenze stagionali, di cui 13 in campionato ed una in Coppa Italia. A fine stagione l'Hellas Verona non esercita il diritto di riscatto e fa quindi ritorno al River Plate.

### Nazionale
Nel 2009 viene convocato nella nazionale argentina U-17 per partecipare al mondiale Under-17, mentre nel 2011 viene convocato nell'Under-20 per prendere parte al campionato mondiale di calcio Under-20.

## Statistiche

### Presenze e reti nei club
Statistiche aggiornate al 30 marzo 2024.
| Stagione           | Squadra              | Campionato         | Campionato | Campionato | Coppe nazionali | Coppe nazionali | Coppe nazionali | Coppe continentali | Coppe continentali | Coppe continentali | Altre coppe | Altre coppe | Altre coppe | Totale | Totale |
| Stagione           | Squadra              | Comp               | Pres       | Reti       | Comp            | Pres            | Reti            | Comp               | Pres               | Reti               | Comp        | Pres        | Reti        | Pres   | Reti   |
| ------------------ | -------------------- | ------------------ | ---------- | ---------- | --------------- | --------------- | --------------- | ------------------ | ------------------ | ------------------ | ----------- | ----------- | ----------- | ------ | ------ |
| 2009-2010          | River Plate          | PD                 | 4          | 0          | -               | -               | -               | -                  | -                  | -                  | -           | -           | -           | 4      | 0      |
| 2010-2011          | River Plate          | PD                 | 9          | 0          | -               | -               | -               | -                  | -                  | -                  | -           | -           | -           | 9      | 0      |
| 2011-2012          | River Plate          | PBN                | 27         | 0          | CA              | 1               | 0               | -                  | -                  | -                  | -           | -           | -           | 28     | 0      |
| 2012-2013          | River Plate          | PD                 | 20         | 0          | CA              | 1               | 0               | -                  | -                  | -                  | -           | -           | -           | 21     | 0      |
| 2013-2014          | Verona               | A                  | 13         | 0          | CI              | 1               | 0               | -                  | -                  | -                  | -           | -           | -           | 14     | 0      |
| lug.-dic. 2014     | River Plate          | PD                 | 2          | 0          | CA              | 0               | 0               | CS                 | 0                  | 0                  | -           | -           | -           | 2      | 0      |
| 2015               | River Plate          | PD                 | 0          | 0          | CA              | 0               | 0               | CL                 | 0                  | 0                  | RS+SA       | 0           | 0           | 0      | 0      |
| Totale River Plate | Totale River Plate   | Totale River Plate | 62         | 0          |                 | 2               | 0               |                    | 0                  | 0                  |             | 0           | 0           | 64     | 0      |
| 2015               | FC Dallas            | MLS                | 7+1        | 0          | USOC            | 0               | 0               | -                  | -                  | -                  | -           | -           | -           | 8      | 0      |
| gen.-giu. 2016     | Tigre                | PD                 | 6          | 0          | CI              | 0               | 0               | -                  | -                  | -                  | -           | -           | -           | 6      | 0      |
| 2016-2017          | Atl. Tucumán         | PD                 | 2          | 0          | CA              | 1               | 0               | CL                 | 0                  | 0                  | -           | -           | -           | 3      | 0      |
| 2017-2018          | Zacatepec            | PDA                | 11+2       | 0          | CA              | 7               | 0               | -                  | -                  | -                  | -           | -           | -           | 20     | 0      |
| 2018-2019          | Zacatepec            | PDA                | 22+1       | 0          | CA              | 5               | 0               | -                  | -                  | -                  | -           | -           | -           | 28     | 0      |
| 2019-2020          | Zacatepec            | PDA                | 21+4       | 0          | CA              | 2               | 0               | -                  | -                  | -                  | -           | -           | -           | 27     | 0      |
| Totale Zacatepec   | Totale Zacatepec     | Totale Zacatepec   | 51         | 0          |                 | 14              | 0               |                    | -                  | -                  |             | -           | -           | 64     | 0      |
| 2019-2020          | San Luis de Quillota | 1B                 | 12         | 0          | CC              | -               | -               | -                  | -                  | -                  | -           | -           | -           | 12     | 0      |
| gen.-lug. 2021     | Godoy Cruz           | -                  | -          | -          | CdL             | 1               | 0               | -                  | -                  | -                  | -           | -           | -           | 1      | 0      |
| mar.-lug. 2022     | Cynthialbalonga      | D                  | 2          | 0          | CI-D            | -               | -               | -                  | -                  | -                  | -           | -           | -           | 2      | 0      |
| 2024               | Stallion             | FL                 | 0          | 0          | CF              | -               | -               | -                  | -                  | -                  | -           | -           | -           | 0      | 0      |
| Totale carriera    | Totale carriera      | Totale carriera    | 156        | 0          |                 | 19              | 0               |                    | 0                  | 0                  |             | 0           | 0           | 175    | 0      |

## Palmarès

### Club
- Primera B Nacional: 1

River Plate: 2011-2012